# WASP-11b/HAT-P-10b
WASP-11b/HAT-P-10b hoặc WASP-11Ab/HAT-P-10Ab là một hành tinh ngoài Hệ Mặt Trời được phát hiện vào năm 2008. Phát hiện này đã được công bố (theo chỉ định WASP-11b) bằng thông cáo báo chí của dự án SuperWASP vào tháng 4 năm 2008 cùng với các hành tinh WASP-6b thông qua WASP-15b, tuy nhiên ở giai đoạn này cần thêm dữ liệu để xác nhận các thông số của các hành tinh và các tọa độ đã không được đưa ra. Vào ngày 26 tháng 9 năm 2008, bài viết của Dự án HATNet mô tả hành tinh mà họ chỉ định HAT-P-10b đã xuất hiện trên máy chủ in sẵn arXiv. Bài báo của nhóm SuperWASP đã xuất hiện dưới dạng bản in trên Bách khoa toàn thư về hành tinh ngoài cùng ngày, xác nhận rằng hai vật thể (WASP-11b và HAT-P-10b) trên thực tế giống nhau và các đội đã đồng ý sử dụng chỉ định sao kết hợp.
Hành tinh này có độ phân ly thấp thứ ba trong số các hành tinh chuyển tiếp đã biết (chỉ Gliese 436 b và HD 17156 b có độ phân giải thấp hơn). Nhiệt độ ngụ ý nó rơi vào nhóm sao Mộc nóng: các hành tinh thiếu một lượng đáng kể titan (II) oxit và vanadi (II) oxit trong khí quyển của chúng và không có sự đảo ngược nhiệt độ. Một hệ thống phân loại thay thế cho Sao Mộc nóng dựa trên nhiệt độ cân bằng và số Safronov của hành tinh. Trong sơ đồ này, với nhiệt độ nhất định, các hành tinh loại I có số lượng Safronov cao và có xu hướng quay quanh các ngôi sao máy chủ mát hơn, trong khi các hành tinh loại II có số lượng Safronov thấp hơn. Trong trường hợp WASP-11b / HAT-P-10b, nhiệt độ cân bằng là 1030 K  và số Safronov là 0,047 ± 0,003, có nghĩa là nó nằm gần đường phân chia giữa lớp I và lớp II những hành tinh.
Hành tinh này nằm trong một hệ sao đôi, ngôi sao thứ hai là WASP-11 B, với khối lượng 0,34 ± 0,05 của Mặt trời và nhiệt độ 3483 ± 43.